# XXXVI Festival del Huaso de Olmué
El XXXVI Festival del Huaso de Olmué, fue un certamen que se realizó entre el 28 y 30 de enero de 2005 en el Anfiteatro El Patagual en la comuna de Olmué, Región de Valparaíso, Chile. El certamen había sido televisado desde 1984 de manera ininterrumpida hasta esa versión, que por falta de interés de los canales de televisión obligó al municipio a organizarlo sin difusión por televisión. Contó con la conducción de Carlos "Superocho" Alarcón.

## Artistas

### Musicales
- Jorge Yáñez
- Los Llaneros de la Frontera
- Rigeo
- Los Hermanos Zabaleta
- Luis Dimas
- Los Huasos Quincheros
- Germaín de la Fuente
- Antonio Ríos
- Eduardo Gatti
- Los Jaivas

### Humor
- Arturo Ruiz-Tagle
- Los Indolatinos[2]
- Palta Meléndez[1]

## Competencia
El ganador de la competencia folclórica fue grupo Altamar con "María de La Pintana". Tuvo su disputa en la final con los temas "El unicornio y la doncella", "Galopes de un misterio", "Indómita", "José cometa, José mares" y "La lagrimita".
En esta ocasión el reconocimiento a Mejor Intérprete recayó en Leo Benvenbenutto quien se encontraba defendiendo "José cometa, José mares".